# Scopula acessaria
Scopula acessaria là một loài bướm đêm trong họ Geometridae.